# 熊本県中学校の廃校一覧
熊本県中学校の廃校の一覧（くまもとけんちゅうがっこうのはいこういちらん）は、熊本県の廃校となった中学校の一覧。対象となるのは学制改革（1947年）以降に廃校となった中学校と分校である。名称は廃校当時のもの。廃校時に属していた自治体が合併により消滅している場合は現行の自治体に含める。また現在休校中の学校は公式には存続していることとなっているが、便宜上本項に記載する。

## 熊本市
- 熊本市立竜南中学校新地分校（1982年竜南中特別支援学級へ変更）[1]
- 守富村立守富中学校（1947年杉合中と統合し下益城北部中学校となり、1971年富合村立富合中学校を経て2008年熊本市立富合中学校へ）[2]
- 杉合村立杉合中学校（1947年守富中と統合し下益城北部中となり、1971年富合村立富合中を経て2008年富合中へ）[2]
- 川上村立川上中学校（1950年西里中と統合し飽託郡北部中学校となり、1992年熊本市立北部中学校へ）[3]
- 飽託郡西里村立西里中学校（1950年川上中と統合し飽託郡北部中となり、1992年北部中へ）[3]
- 植木町立吉松中学校（1986年田底中と統合し熊本市立植木北中学校〈当時：植木町立〉へ）[4]
- 植木町立田底中学校（1986年吉松中と統合し植木北中へ）[4]
- 隈庄町立隈庄中学校（1952年杉上中と統合し下益城中へ）[5]
- 杉上村立杉上中学校（1952年隈庄中と統合し組合立下益城中へ）[5]
- 城南町立下益城中学校（1955年組合立から変更後、1967年豊田中と統合し熊本市立下益城城南中学校〈当時：城南町立〉へ）[5]
- 城南町立豊田中学校（1967年下益城中と統合し下益城城南中へ）[5]
- 飽託郡飽南中学校組合立飽南中学校（1957年熊本市立天明中学校〈当時：天明村立〉へ統合）[6]

## 八代市
- 八代市立松高中学校（1950年八代市立第一中学校新設のため廃校）[7]
- 八代市立猫谷中学校（1955年八代市立第八中学校分校となるも、廃校時期不明）[8]
- 八代市立第三中学校大築島分校（1961年）[9]
- 八代市立泉中学校〈旧〉（2014年八代市立泉第一小学校、八代市立泉第二小学校、八代市立泉第三小学校と統合し、八代市立泉小中学校〈いずみ学園〉へ）[10]
- 鏡町立文政中学校（1971年八代市立鏡中学校〈当時：鏡町立〉へ統合）[注釈 1]
- 坂本村立下松中学校西部分校（1952年）
- 坂本村立下松中学校鮎帰分校（1952年）
- 坂本村立松陵中学校（1955年下松中から改称、1975年統合により八代市立坂本中学校〈当時：坂本村立〉へ）[11]
- 坂本村立松陵中学校深水分校（同上）[11]
- 坂本村立百済来中学校（同上）[11]
- 坂本村立上松中学校（同上）[11]
- 坂本村立上松中学校中津道分校（同上）[11]
- 東陽村立種山中学校（1969年河俣中と統合し八代市立東陽中学校〈当時：東陽村立〉へ）[12]
- 東陽村立河俣中学校（1969年種山中と統合し東陽中へ）[12]
- 泉村立泉第一中学校（1964年統合により泉中〈旧〉へ）
- 泉村立泉第二中学校（同上）
- 泉村立泉第二中学校椎原分校（同上）
- 泉村立泉第二中学校葉木分校（同上）
- 泉村立泉第二中学校久連子分校（同上）
- 泉村立泉第二中学校樅木分校（同上）
- 泉村立泉第二中学校板木分校（同上）
- 龍峯村立龍峯中学校（1951年氷川町及び八代市中学校組合立氷川中学校〈当時：宮原町有佐村龍峯村組合立〉新設のため廃校）[注釈 2]
- 昭和村立昭和中学校（1949年八代市立千丁中学校〈当時：千丁村1ケ村組合立〉へ統合）[注釈 3]

## 人吉市
- 人吉市立東陵中学校（1949年河南中と統合し人吉市立南中学校となり、同年人吉市立第一中学校へ改称）[13]
- 人吉市立河南中学校（1949年東陵中と統合し南中となり、同年第一中へ改称）[13]
- 人吉市立西陵中学校（1949年紅陵中と統合し人吉市立北中学校となり、同年人吉市立第二中学校へ改称）[14]
- 人吉市立紅陵中学校（1949年西陵中と統合し北中となり、同年第二中へ改称）[14]
- 人吉市立第二中学校矢岳分校（1968年）[14]
- 人吉市立第四中学校（2005年[15]）

## 荒尾市
- 荒尾市立荒尾第五中学校（2008年荒尾第一中[16]と荒尾市立荒尾第三中学校[17]へ分割統合）
- 荒尾市立荒尾第一中学校（2010年荒尾第二中と統合し荒尾市立荒尾海陽中学校へ）[16]
- 荒尾市立荒尾第二中学校（2010年荒尾第一中と統合し荒尾海陽中へ）[16]

## 水俣市
- 水俣市立水俣第一小中学校湯之児分校（1999年）[18]
- 水俣市立水俣第一中学校〈旧〉（2011年再編に伴い水俣市立水俣第一中学校〈新〉へ）[19]
- 水俣市立水俣第二中学校〈旧〉（2011年再編に伴い水俣市立水俣第二中学校〈新〉へ）[20]
- 水俣市立水俣第三中学校（2011年水俣第一中〈新〉[19]と水俣第二中〈新〉[20]へ分割統合）
- 水俣市立湯出中学校（2011年水俣第一中〈新〉へ統合）[19]
- 水俣市立葛渡中学校（2011年久木野中と統合し水俣市立緑東中学校へ）[21]
- 水俣市立久木野中学校（2011年葛渡中と統合し緑東中へ）[21]

## 玉名市
- 玉名市立錦水中学校（1958年小田中と統合し玉名市立玉陵中学校へ）[22]
- 玉名市立小田中学校（1958年錦水中と統合し玉陵中へ）[22]
- 伊倉町立伊倉中学校（1949年八嘉中と統合し玉名市立玉南中学校〈当時：伊倉町八嘉村組合立〉へ）[23]
- 八嘉村立八嘉中学校（1949年伊倉中と統合し玉南中へ）[23]
- 睦合村立睦合中学校（1949年岱南第一中・岱南第二中新設のため廃校）
- 豊水村大野村組合立大豊中学校（1949年岱南第一中、岱南第二中、大浜町1ヶ村組合立大豊中学校新設のため廃校）
- 鍋村立鍋中学校（1951年統合により岱陽中へ）
- 高道村立高道中学校（同上）
- 滑石村立滑石中学校（同上）
- 玉名郡玉名町外36か町村組合立岱南第一中学校（1951年岱南第二中と統合し岱南中へ）
- 玉名郡玉名町外36か町村組合立岱南第二中学校（1951年岱南第一中と統合し岱南中へ）
- 玉名市岱明村組合立岱南中学校（1971年岱陽中と統合し玉名市立岱明中学校〈当時：組合立〉へ）[注釈 4]
- 玉名市岱明村組合立岱陽中学校（1971年岱南中と統合し岱明中へ）

## 山鹿市
- 山鹿市鹿本町中学校組合立大道中学校（1971年山鹿市立山鹿中学校・山鹿市立鹿本中学校〈当時：鹿本町立〉[24]に分割）
- 山内村立山内中学校（1949年山鹿市立米野岳中学校〈当時：組合立〉へ統合）[25]
- 来民町立来民中学校（1951年大道中へ統合）
- 内田村・六郷村中学校組合立矢筈中学校（1948年内田中へ変更後、1971年城北中・稲郷中と統合し山鹿市立菊鹿中学校〈当時：組合立〉へ）[26]
- 菊鹿町立城北中学校（1971年内田中・稲郷中と統合し菊鹿中へ）[26]
- 鹿本町・菊鹿町組合立稲郷中学校（1971年内田中・城北中と統合し菊鹿中へ[26]、一部生徒は鹿本中へ[24]）
- 鹿北町立鹿北第二中学校男岳分校（1966年）
- 鹿北町立鹿北第一中学校（1972年鹿北第二中と統合し山鹿市立鹿北中学校〈当時：鹿北町立〉へ）[27]
- 鹿北町立鹿北第二中学校（1972年鹿北第一中と統合し鹿北中へ）[27]

## 菊池市
- 菊池市立隈府中学校（1968年統合により菊池市立菊池北中学校へ）[28]
- 菊池市立迫間中学校（同上）[28]
- 菊池市立竜門中学校（同上）[28]
- 菊池市立菊池東中学校立門分校（1971年）
- 菊池市立菊池東中学校（2000年菊池北中へ統合）[28]

## 宇土市
- 宇土町立宇土中学校（1949年9月1日統合により宇土市立鶴城中学校〈当時：宇土町外2カ村中学校組合立〉へ）[29]
- 花園村立花園中学校（同上）[29]
- 轟村立轟中学校（同上）[29]
- 飽託郡飽南中学校組合立飽南中学校（1957年鶴城中へ統合）[29]
- 宇土町立緑川中学校（1958年網津中と統合し宇土市立住吉中学校〈当時：宇土町立〉へ）[30]
- 宇土町立網津中学校（1958年緑川中と統合し住吉中へ）[30]

## 上天草市
- 上天草市立龍ヶ岳中学校〈初代〉（2011年大道中〈2代目〉と統合し上天草市立龍ヶ岳中学校〈2代目〉へ）[31][31]
- 上天草市立大道中学校〈2代目〉（1970年2011年龍ヶ岳中〈初代〉から独立、2011年再統合し龍ヶ岳中〈2代目〉へ）
- 上天草市立教良木中学校（2014年今津中と統合し上天草市立松島中学校へ）[32]
- 上天草市立今津中学校（2014年教良木中と統合し松島中へ）[32]
- 上天草市立阿村中学校（2018年松島中へ統合）[33]
- 上天草市立維和中学校（2023年上天草市立大矢野中学校へ統合）[34]
- 登立町立登立中学校（1948年統合により大矢野中へ）[35]
- 上村立上中学校（同上）[35]
- 中村立中中学校（同上）[35]
- 龍ヶ岳町立高戸中学校（1968年統合により龍ヶ岳中〈初代〉へ）[31]
- 龍ヶ岳町立樋島中学校（同上）[31]
- 龍ヶ岳町立大道中学校〈初代〉（同上）[31]

## 宇城市
- 宇城市立豊野中学校〈旧〉（2013年宇城市立豊野小学校と統合し宇城市立豊野小中学校へ）[36]
- 三角町立青海中学校〈初代〉（1958年大岳中と統合し青海中〈2代目〉へ）[37]
- 三角町立大岳中学校（1958年青海中〈初代〉と統合し青海中〈2代目〉へ）[37]
- 三角町立戸馳中学校（1962年三角中〈初代〉と統合し三角中〈2代目〉へ）[37]
- 三角町立三角中学校〈初代〉（1962年戸馳中と統合し三角中〈2代目〉へ）[37]
- 三角町立三角中学校〈2代目〉（2002年青海中〈2代目〉と統合し宇城市立三角中学校〈当時：三角町立〉へ）[37]
- 三角町立青海中学校〈2代目〉（2002年三角中〈2代目〉と統合し三角中〈3代目〉へ）[37]
- 松橋町立下益城西部中学校[38]（1971年豊川中と統合し宇城市立松橋中学校〈当時：松橋町立〉へ）[39]
- 松橋町立豊川中学校（1971年下益城西部中と統合し松橋中へ）[39]
- 小川町立小川中学校〈初代〉（1949年統合により益南中〈初代〉へ）
- 小野部田村立小野部田中学校（同上）
- 河江村立河江中学校（同上）
- 小川町立益南中学校〈初代〉（1970年海東中と統合し益南中〈2代目〉西教室へ）
- 小川町立海東中学校（1970年益南中〈初代〉と統合し益南中〈2代目〉東教室へ）
- 小川町立益南中学校〈2代目〉西教室（1972年東教室と統合し宇城市立小川中学校〈当時：小川町立〉へ）[40]
- 小川町立益南中学校〈2代目〉東教室（1972年西教室と統合し小川中〈2代目〉へ）[40]

## 阿蘇市
- 阿蘇市立阿蘇中学校〈旧〉（2012年阿蘇北中と統合し阿蘇市立阿蘇中学校〈新〉へ）[41]
- 阿蘇市立阿蘇北中学校（2012年阿蘇中〈旧〉と統合し阿蘇中〈新〉へ）[41]
- 阿蘇町立内牧中学校（1960年統合により阿蘇北中へ）[42]
- 阿蘇町立尾ヶ石中学校（同上）[42]
- 阿蘇町立永水中学校（同上）[42]
- 阿蘇町立阿蘇北中学校深葉分校（1962年）[42]
- 阿蘇町一の宮町中学校組合立春牧中学校（1972年阿蘇中〈旧〉・阿蘇北中[42]・阿蘇市立一の宮中学校〈当時：一の宮町立〉[43]へ分割統合）
- 波野村立波野中学校大道教場（1959年）[44]

## 天草市
- 天草市立御所浦北中学校（2012年天草市立御所浦中学校へ統合）[45]
- 天草市立五和東中学校（2012年五和西中と統合し天草市立五和中学校へ）[46]
- 天草市立五和西中学校（2012年[46]五和東中と統合し五和中へ）[46]
- 天草市立本渡中学校〈旧〉（2010年統合により天草市立本渡中学校〈新〉へ）[47]
- 天草市立佐伊津中学校（同上）[47]
- 天草市立本町中学校（同上）[47]
- 御領村佐伊津村組合立領津中学校（1948年御領中・伊佐津中に分割）
- 牛深市立魚貫中学校（1958年二浦中と統合し魚浦中へ）
- 牛深市立二浦中学校（1958年魚貫中と統合し魚浦中へ）
- 牛深市立大島中学校（1970年牛深中〈旧〉へ統合）
- 牛深市立牛深中学校〈旧〉（2004年天附中と統合し天草市立牛深中学校〈当時：牛深市立〉へ）[48]
- 牛深市立天附中学校（2004年牛深中〈旧〉と統合し牛深中〈新〉へ）[48]
- 牛深市立久玉中学校（2005年深海中と統合し天草市立牛深東中学校〈当時：牛深市立〉へ）[49]
- 牛深市立深海中学校（2005年久玉中と統合し牛深東中へ）[49]
- 牛深市立魚浦中学校（2005年牛深中へ統合）[48]
- 本渡市立亀場中学校（1957年統合により亀川中へ）
- 本渡市立志柿中学校（同上）
- 本渡市立枦宇土中学校（同上）
- 本渡市立下浦中学校（1990年亀川中の一部区域と統合し天草市立本渡東中学校〈当時：本渡市立〉へ）[注釈 5]
- 本渡市立亀川中学校（1995年統合により天草市立稜南中学校〈当時：本渡市立〉へ）[50]
- 本渡市立楠浦中学校（同上）[50]
- 本渡市立宮地岳中学校（同上）[50]
- 有明町立大楠中学校（1962年須子中・赤崎中と統合し有明東中へ）[51]
- 有明町立須子中学校（1962年大楠中・赤崎中と統合し有明東中へ）[51]
- 有明町立赤崎中学校（1962年大楠中・須子中と統合し有明東中へ）[51]
- 有明町立島子中学校（1964年浦和中と統合し有明西中へ）[51]
- 有明町立浦和中学校（1964年島子中と統合し有明西中へ）[51]
- 有明町立有明東中学校（2004年有明西中と統合し天草市立有明中学校〈当時：有明町立〉へ）[51]
- 有明町立有明西中学校（2004年有明東中と統合し有明中へ）[51]
- 天草町立下田中学校（1972年高浜中と統合し天草中〈旧〉へ）[52]
- 天草町立高浜中学校（1972年下田中と統合し天草中〈旧〉へ）[52]
- 天草町立福連木中学校（1976年天草中〈旧〉へ統合）[52]
- 天草町立天草中学校〈旧〉（2002年大江中と統合し天草市立天草中学校〈当時：天草町立〉へ）[52]
- 天草町立大江中学校（2002年天草中〈旧〉と統合し天草中〈新〉へ）[52]
- 河浦町立河浦中学校〈旧〉（2002年統合により天草市立河浦中学校〈当時：河浦町立〉へ）[53]
- 河浦町立富津中学校（同上）[53]
- 河浦町立宮野河内中学校（同上）[53]
- 御所浦町立長浦中学校（1990年御所浦中へ統合）[45]
- 新和村立宮地中学校宮南分校（1963年）
- 新和町立宮地中学校（1972年中石中と統合し新和中〈初代〉へ）[54]
- 新和町立中石中学校（1972年宮地中と統合し新和中〈初代〉へ）[54]
- 新和町立新和中学校〈初代〉（1991年大多尾中と統合し天草市立新和中学校〈当時：新和町立〉へ）[54]
- 新和町立大多尾中学校（1991年新和中〈初代〉と統合し新和中〈2代目〉へ）[54]
- 五和町立御領中学校（1962年鬼池中と統合し五和東中へ）[46]
- 五和町立鬼池中学校（1962年御領中と統合し五和東中へ）[46]
- 五和町立二江中学校（1964年内野中と統合し五和西中へ）[46]
- 五和町立内野中学校（1964年二江中と統合し五和西中へ）[46]

## 合志市
- 合志町立合志中学校恵楓園分校（1977年休校、1994年廃校）[注釈 6]
- 西合志町立西合志中学校再春荘分校（1967年県立に移管し菊池養護学校再春荘分校〈現：熊本県立黒石原支援学校〉へ）[55]

## 下益城郡
- 美里町
  - 中央村立中央北中学校（1971年中央南中と統合し美里町立中央中学校北校舎〈当時：中央村立〉となり1973年に完全統合）[注釈 7]
  - 中央村立中央南中学校（1971年中央北中と統合し中央中南校舎となり1973年に完全統合）
  - 砥用町立砥用西中学校（1982年砥用東中と統合し美里町立砥用中学校〈当時：砥用町立〉へ）[56]
  - 砥用町立砥用東中学校（1982年砥用西中と統合し砥用中へ）[56]

## 玉名郡
- 玉東町
  - 玉東村立木葉中学校（1965年山北中と統合し玉東町立玉東中学校〈当時：玉東村立〉へ）[注釈 8]
  - 玉東村立山北中学校（1965年木葉中と統合し玉東中へ）
- 南関町
  - 南関町立第一中学校（1955年南関中〈初代〉から改称、1960年第三中と統合し南関北中へ）[57]
  - 南関町立第三中学校（1955年大原中から改称、1960年第一中と統合し南関北中へ）[57]
  - 南関町立第二中学校（1955年賢木中から改称、1962年第四中と統合し南関南中へ）[57]
  - 南関町立第四中学校（1955年岱北中から改称、1962年第二中と統合し南関南中へ）[57]
  - 南関町立南関北中学校（1986年南関南中と統合し南関町立南関中学校〈2代目〉へ）[57]
  - 南関町立南関南中学校（1986年南関北中と統合し南関中〈2代目〉へ）[57]
  - 米富村立米富中学校（1956年坂下中と統合し岱北中へ）[57]
  - 坂下村立坂下中学校（1956年米富中と統合し岱北中へ）[57]
- 長洲町
  - 長洲町立清里中学校（1956年長洲中〈旧〉へ統合）[注釈 9]
  - 長洲町立長洲中学校〈旧〉（2024年腹栄中と統合し長洲町立長洲中学校〈新〉へ）[58]
  - 長洲町立腹栄中学校（2024年長洲中〈旧〉と統合し長洲中〈新〉へ）[58]
  - 六栄村立六栄中学校（1951年腹赤中と統合し腹栄中へ）[59]
  - 腹赤村立腹赤中学校（1951年六栄中と統合し腹栄中へ）[59]
- 和水町
  - 和水町立三加和中学校（2014年緑小、緑小十町分校、神尾小、春富小と統合し和水町立三加和小中学校へ）[60]
  - 神尾村立神尾中学校（1951年春富中と統合し玉名北中へ）
  - 春富村立春富中学校（1951年神尾中と統合し玉名北中へ）
  - 三加和町立玉名北中学校（1972年緑中と統合し三加和中へ）[60]
  - 三加和町立緑中学校（1972年玉名北中と統合し三加和中へ）[60]

## 菊池郡
- 大津町
  - 大津町立平真城中学校（1958年大津町立大津中学校へ統合）[61]
  - 大津町立護川中学校（1967年大津中へ統合）[61]
  - 大津町立大津中学校若草学園分校（1973年高知県立高知若草養護学校[62]新設のため廃校）
  - 大津町立菊阿中学校（2006年大津中へ統合）[63]
  - 陣内村立陣内中学校（1948年大津中へ統合）

## 阿蘇郡
- 南小国町
  - 南小国村立南小国中学校星和分校（1964年）[64]
  - 南小国村立南小国中学校黒川分校（1964年）[64]
- 小国町
  - 小国町立宮原中学校（1953年統合により小国町立小国中学校へ）[65]
  - 小国町立北里中学校（同上）[65]
  - 小国町立下城中学校（同上）[65]
  - 小国町立蓬莱中学校（同上）[65]
- 産山村
  - 産山村立産山中学校田尻分教場（1954年）
  - 産山村立産山中学校（2018年産山小と統合し産山村立産山学園へ）[66]
- 高森町
  - 高森町立野尻中学校（1987年統合により高森町立高森東中学校〈現：高森町立高森東学園義務教育学校〉へ）[67]
  - 高森町立草部北部中学校（1959年草部中北部分校から独立、1987年高森東中へ）[67]
  - 高森町立河原中学校（1960年野尻中河原分校から独立、1987年高森東中へ）[67]
  - 高森町立草部中学校（2005年高森東中へ統合）[67]
  - 野尻村立野尻中学校尾下分校（1954年6月30日）[67]
- 西原村
  - 山西村立山西中学校（1960年河原中と統合し西原村立西原中学校〈当時：組合立〉へ）[68]
  - 河原村立河原中学校（1960年山西中と統合し西原中へ）[68]
- 南阿蘇村
  - 南阿蘇村立白水中学校（2016年統合により南阿蘇村立南阿蘇中学校へ）[69]
  - 南阿蘇村立久木野中学校（同上）[69]
  - 南阿蘇村立長陽中学校（同上）[69]

## 上益城郡
- 御船町
  - 御船町立滝水中学校（2001年御船町立御船中学校へ統合）[70]
  - 御船町立七滝中学校（2007年御船中へ統合）[70]
  - 熊本県上益城郡御船町小坂村学校組合立御船中学校〈旧〉（1950年木倉中と統合し御船中〈新〉へ）[70]
  - 熊本県上益城郡木倉村高木村学校組合立木倉中学校（1950年御船中〈旧〉と統合し御船中〈新〉へ）[70]
- 嘉島町
  - 大島村立大島中学校（1951年六嘉中と統合し嘉島町立嘉島中学校〈当時：組合立〉へ）[71]
  - 六嘉村立六嘉中学校（1951年大島中と統合し嘉島中へ）[71]
- 益城町
  - 益城町及び御船町中小学校組合立袴野小中学校（2011年中学校のみ休校[72]、2013年いずれも廃校[73]となり中学校は御船町立御船中学校へ統合[74]）
- 甲佐町
  - 甲佐町立宮内中学校（1962年甲佐中〈旧〉へ統合）[75]
  - 甲佐町立甲佐中学校〈旧〉（1970年緑川中と統合し甲佐町立甲佐中学校〈新〉へ）[75]
  - 甲佐町立緑川中学校（1970年甲佐中〈旧〉と統合し甲佐中〈新〉へ）[75]
- 山都町
  - 山都町立中島中学校（2005年山都町立矢部中学校へ統合）[76]
  - 白糸村立白糸中学校内大臣分校（1949年）
  - 矢部町立白糸中学校（1986年浜町中へ統合）
  - 矢部町立浜町中学校（1989年統合により矢部中へ）[76]
  - 矢部町立御岳中学校（同上）[76]
  - 矢部町立名連川中学校（同上）[76]
  - 矢部町立下矢部中学校（同上）[76]
  - 清和村立朝日中学校（1972年統合により山都町立清和中学校〈当時：清和村立〉へ）[77]
  - 清和村立小峯中学校（同上）[77]
  - 清和村立東緑川中学校（同上）[77]
  - 蘇陽町立柏中学校（1980年統合により山都町立蘇陽中学校〈当時：蘇陽町立〉へ）[注釈 10]
  - 蘇陽町立東竹原中学校（同上）
  - 蘇陽町立菅尾中学校（同上）
  - 蘇陽町立馬見原中学校（同上）
  - 蘇陽町立蘇陽中学校馬見原分校（2002年）

## 八代郡
- 氷川町
  - 宮原町立宮原中学校（1951年氷川町及び八代市中学校組合立氷川中学校〈当時：宮原町有佐村龍峰村組合立〉新設のため廃校）

## 葦北郡
- 芦北町
  - 芦北町立吉尾中学校（2004年芦北町立佐敷中学校へ統合）[78]
  - 芦北町立大野中学校（2014年佐敷中へ統合）[78]

## 球磨郡
- 錦町
  - 錦町立西中学校（1962年9月統合により錦町立錦中学校西分室となり、1965年完全統合）[79]
  - 錦町立一武中学校（1962年9月統合により錦中一武分室となり、1965年完全統合）[79]
  - 錦町立木上中学校（1962年9月統合により錦中木上分室となり、1965年完全統合）[79]
- 多良木町
  - 多良木町立久米中学校第一分校（1948年第二分校と統合し槻木分校へ）
  - 多良木町立久米中学校第二分校（1948年第一分校と統合し槻木分校へ）
  - 多良木町立多良木中学校〈旧〉（1960年統合により多良木町立多良木中学校〈新〉へ）[80][注釈 11]
  - 多良木町立久米中学校（同上）[80]
  - 多良木町立黒肥地中学校（同上）[80]
  - 多良木町立多良木中学校多良木学園分校（1979年）
  - 多良木町立槻木中学校（1986年多良木中へ統合）[80]
- 水上村
  - 水上村立水上中学校岩野分室（1952年）
  - 水上村立水上中学校湯山分室（1952年）
  - 水上村立水上中学校古屋敷分室（1952年）
  - 水上村立水上中学校（2023年水上村立湯山小学校および水上村立岩野小学校と統合し義務教育学校の水上村立水上学園へ）[81]
- 相良村
  - 相良村立相良南中学校（2003年相良北中と統合し相良村立相良中学校へ）[82]
  - 相良村立相良北中学校（2003年相良南中と統合し相良中へ）[82]
- 球磨村
  - 球磨村立渡中学校（1977年統合により球磨中]へ）[83]
  - 球磨村立一勝地中学校（同上）[83]
  - 球磨村立神瀬中学校（同上）[83]
  - 球磨村立高沢中学校（同上）[83]
  - 球磨村立球磨中学校（2024年球磨村立渡小学校および球磨村立一勝地小学校と統合し義務教育学校の球磨村立球磨清流学園へ）[84]
  - 一勝地村立一勝地中学校松谷分校（1954年）
- 五木村
  - 五木村立五木中学校〈初代〉（1962年五木第一中と五木第二中に分割）[85]
  - 五木村立五木第一中学校南分校（1973年休校、1992年廃校）[85]
  - 五木村立五木第一中学校中道分校（1974年休校、1975年9月廃校）[85]
  - 五木村立五木第一中学校端海野分校（1980年休校、1980年廃校）[85]
  - 五木村立五木第一中学校（1995年統合により五木村立五木中学校〈2代目〉へ）[85]
  - 五木村立五木第一中学校下梶原分校（同上）[85]
  - 五木村立五木第一中学校西分校（同上）[85]
  - 五木村立五木第二中学校（同上）[85]
  - 五木村立五木第二中学校平沢津分校（同上）[85]
- あさぎり町
  - あさぎり町立上中学校（2012年統合によりあさぎり町立あさぎり中学校へ）[86]
  - あさぎり町立免田中学校（同上）[86]
  - あさぎり町立岡原中学校（同上）[86]
  - あさぎり町立須恵中学校（同上）[86]
  - あさぎり町立深田中学校（同上）[86]
  - 上村立上中学校八ヶ峰分校（1969年）[87]

## 天草郡
- 苓北町
  - 苓北町立苓北中学校〈旧〉（2015年統合により苓北町立苓北中学校〈新〉へ）[88]
  - 苓北町立坂瀬川中学校（同上）[88]
  - 苓北町立都呂々中学校（同上）[88]
  - 富岡町立富岡中学校（1950年志岐中と統合し苓北中〈旧〉へ）[88]
  - 志岐村立志岐中学校（1950年富岡中と統合し苓北中〈旧〉へ）[88]